# Пийак
Пийа́к (фр. Pillac) — коммуна во Франции, находится в регионе Пуату — Шаранта. Департамент — Шаранта. Входит в состав кантона Обтер-сюр-Дрон. Округ коммуны — Ангулем.
Код INSEE коммуны — 16260.
Коммуна расположена приблизительно в 430 км к юго-западу от Парижа, в 140 км южнее Пуатье, в 37 км к югу от Ангулема.

## Население
Население коммуны на 2008 год составляло 254 человека.
| 1962 | 1968 | 1975 | 1982 | 1990 | 1999 | 2008 |
| ---- | ---- | ---- | ---- | ---- | ---- | ---- |
| 357  | 356  | 307  | 267  | 260  | 270  | 254  |

## Экономика
В 2007 году среди 144 человек в трудоспособном возрасте (15—64 лет) 106 были экономически активными, 38 — неактивными (показатель активности — 73,6 %, в 1999 году было 65,6 %). Из 106 активных работали 98 человек (56 мужчин и 42 женщины), безработных было 8 (3 мужчины и 5 женщин). Среди 38 неактивных 6 человек были учениками или студентами, 21 — пенсионерами, 11 были неактивными по другим причинам.

## Достопримечательности
- Приходская церковь Сент-Эньян (XII век, была перестроена в XVII году)
- Фонтан Сент-Эньян
- Печь для обжига черепицы (XIX век)

## Фотогалерея
- Церковь
- Карта коммуны